# Marc Beise

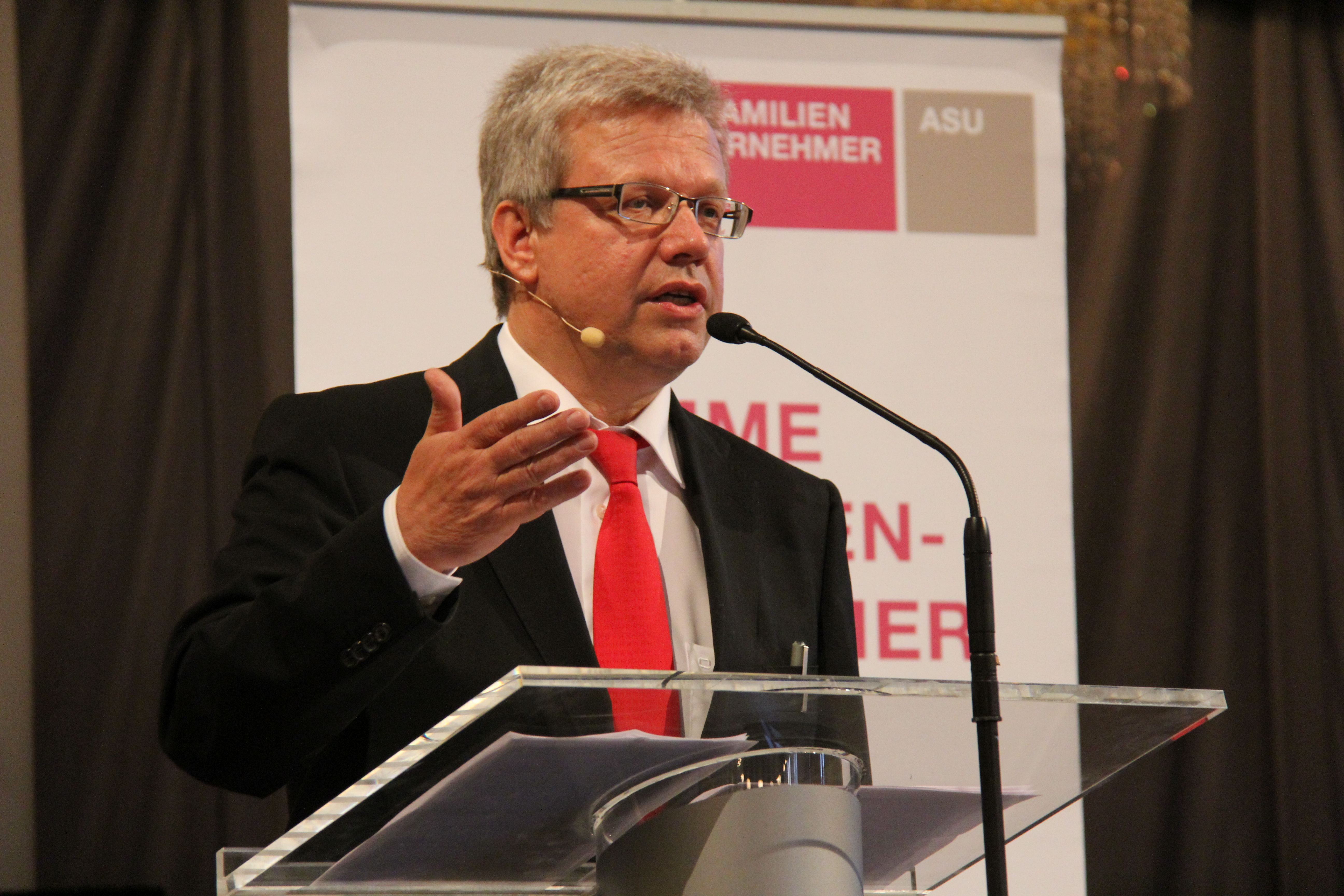
Marc Beise (2013)

Marc Beise (* 27. April 1959 in Mainz) ist ein deutscher Journalist, Autor und Moderator.

## Leben
Beise wuchs in Neu-Isenburg und Heusenstamm auf. Er studierte Rechtswissenschaft und Volkswirtschaftslehre in Frankfurt am Main, Lausanne und Tübingen. Von 1985 bis 1989 war er Redakteur bei der Offenbach-Post und dort zum Schluss Ressortleiter Politik, Wirtschaft und Wirtschaftsordnung. 1989 wurde er Mitglied der DFG-Forschungsgruppe „Europäische und Internationale Wirtschaftsordnung“. Mit der Dissertation Die Welthandelsorganisation (WTO). Funktion, Status, Organisation wurde Beise 1995 zum Dr. jur. promoviert. 
Danach ging er zum Handelsblatt, wo er Redaktionsleiter Wirtschaftspolitik wurde. 1999 wurde er stellvertretender Leiter der Wirtschaftsredaktion der Süddeutschen Zeitung. Von 2007 bis 2022 leitete er die Wirtschaftsredaktion, davon bis 2019 gemeinsam mit Ulrich Schäfer. Außerdem war er Moderator der Gesprächssendung Forum Manager bei Phoenix und Autor mehrerer Bücher. 2017 wurde ihm der Ludwig-Erhard-Preis für Wirtschaftspublizistik der Ludwig-Erhard-Stiftung verliehen. Im Januar 2023 trat Beise seinen Posten als Italien-Korrespondent der Süddeutschen Zeitung an. In dieser Funktion schreibt er auch für den Schweizer Tages-Anzeiger.

## Schriften (Auswahl)
- Mit Thomas Oppermann, Gerald G. Sander: Grauzonen im Welthandel. Protektionismus unter dem alten GATT als Herausforderung an die neue WTO. Nomos, Baden-Baden 1998, ISBN 3-7890-5235-3.
- Die Welthandelsorganisation (WTO). Funktion, Status, Organisation (= Integration Europas und Ordnung der Weltwirtschaft, Band 21). Nomos, Baden-Baden 2001, ISBN 3-7890-7053-X.
- Deutschland – falsch regiert. Das Elend der kleinen Schritte. Hanser, München u. a. 2007, ISBN 978-3-446-40439-7.
- Marc Beise und Stefan Schmittmann: Geplündert? Gerettet? Durchgestartet? Redline Verlag, München 2008, ISBN 978-3-636-03118-1.
- Die Ausplünderung der Mittelschicht. Alternativen zur aktuellen Politik. Deutsche Verlags-Anstalt, München 2009, ISBN 978-3-421-04420-4. (auch erschienen bei der Bundeszentrale für Politische Bildung)
- Mit Eberhard Wolf: Viel Geld haben. Kurioses und Wissenswertes für zukünftige Vermögende. Econ, Berlin 2010, ISBN 978-3-430-20105-6.
- Mit Eberhard Wolf: Peanuts. Alles, was man über Wirtschaft wissen muss. Ullstein, Berlin 2012, ISBN 978-3-548-37425-3.
- Streitschrift: Wir brauchen die Flüchtlinge! Zuwanderung als Herausforderung und Chance: Der Weg zu einem neuen Deutschland. Süddeutsche Zeitung, München 2015, ISBN 978-3-86497-334-5.